# 布拉夫顿大学
布拉夫頓大學（英語：Bluffton University）是一所1899年成立於美國俄亥俄州的四年制私立大學。這間大學的教育、護理、社工課程被高等教育委員會認證，並提供超過九十種本科主修。2024年，布拉夫顿大学計劃與芬利大學兩校併為一校，後來因為雙方董事會談不攏而取消合併，兩校恢復各自營運。

## 排名
- 根據2025年美國新聞與世界報導，布拉夫頓大學排在美國中西部區域性大學第29名[6]。

## 外部連結
- 布拉夫頓大學官方網站

## 資料來源
1. ↑  2025 American Council on Education
2. ↑  2025 Ohio Department of Higher Education.
3. ↑  U.S.Department of Education
4. ↑  University of Findlay and Bluffton University to Join Together in Historic Partnership
5. ↑  Bluffton University merger called off
6. ↑  U.S.News Bluffton University Rankings